# Retzwiller
Retzwiller je občina v departmaju Haut-Rhin francoske regije Alzacija.
Leta 1990 je v občini živelo 538 oseb oz. 131 oseb/km².